# Pterodroma hypoleuca
Pterodroma hypoleuca là một loài chim trong họ Procellariidae.